# یان یاکوب کلسکی
یان یاکوب کُلسْـکی (لهستانی: Jan Jakub Kolski؛ زادهٔ ۲۹ ژانویهٔ ۱۹۵۶) کارگردان، فیلم‌نامه‌نویس و فیلم‌بردار اهل لهستان است. پدر و خواهر وی تدوینگر فیلم و برادرش تهیه کننده بودند. همسرش نیز بازیگر است. از فیلم‌های کارگردانی شده توسط وی می‌توان به همبستگی، همبستگی...، پورنوگرافی و  خاکسپاری یک سیب‌زمینی اشاره نمود.